# Ljubo Hrgić
Ljubo Hrgić (Zenica, 1. april 1908 — Zenica, 16. maj 1976), poznat i pod umjetničkim imenom Hrvoje Bor, bio je bosanskohercegovački franjevac, pjesnik, pripovjedač, putopisac. Osnovnu školu je završio u Zenici, gimnaziju u Visokom, novicijat u Fojnici, filozofsko-teološke studije u Sarajevu, romanistiku u Beogradu i Parizu. 
Predavao je u Franjevačkoj klasičnoj gimnaziji u Visokom. Godine 1945. je osuđen na devet godina kao „narodni neprijatelj”. Kaznu je odležao u Zenici i Srijemskoj Mitrovici. Nakon robije kao franjevac bio je u Beogradu, Docu, Gučoj Gori, Jajcu i Zenici.
Spisateljsku djelatnost započeo je kao gimnazijalac u listu Cvijet. Po okončanju Drugog svjetskog rata odrobijao je višegodišnju zatvorsku kaznu. Pisao je novele, pripovijesti, lirske pjesme, putopise, reportaže, književne kritike, dnevničku prozu, članke i prikaze. 

## Djela
- Molitva pred odlazak (pjesme, 1970)
- Posljednji krug (pripovijesti, 1999. posthumno)
- Životni krug (dnevnička proza, 2005)[3]
- Pripovijetke i književne kritike — u novinama